# Mária kongregáció emlékműve
A tordai Mária kongregáció emlékműve műemlékké nyilvánított szobor Romániában, Kolozs megyében. A romániai műemlékek jegyzékében a CJ-III-m-B-07824 sorszámon szerepel.